# Alla fiera dell’est
Alla fiera dell’est ist das dritte Musikalbum von Angelo Branduardi, auf dem sein Hit Alla fiera dell’est erschienen ist. Das Album erschien 1976 als Langspielplatte und ist seiner Frau Luisa Zappa, seiner Tochter Sarah und seinem Hund Rufon gewidmet. Der Text des Titelsongs entstammt dem jiddischen Passahlied Chad gadja. Sotto il tiglio ist geschrieben nach dem Lied Under der linden von Walther von der Vogelweide. Außerdem singt er über seine Tochter und übernimmt eine musikalische Phrase aus dem keltischen Lied Henry Martin für sein Lied Il funerale.

## Titelliste
Seite A:
1. Alla fiera dell’est
2. La favola degli aironi
3. Il vecchio e la farfalla
4. Canzone per Sarah
5. La serie dei numeri

Seite B:
1. Il dono del cervo
2. Il funerale
3. L’uomo e la nuvola
4. Sotto il tiglio
5. Canzone del rimpianto

## Anderssprachige und ausländische Veröffentlichungen
Das Album erschien 1978 auch auf Englisch unter dem Titel Highdown Fair und auf Französisch als A la foire del' est.
In Deutschland erschien das Album aufgrund neuer Verträge Branduardis bei Ariola. Wegen schlechter Ergebnisse der Zusammenarbeit mit RCA war Branduardi nämlich zu Polydor gewechselt und außerhalb Italiens zu Ariola bzw. zu Arabella Eurodisc. In Italien erschien das Album mit einem schwarz-weißen Fotobooklet und Liedtexten, im europäischen Ausland, u. a. in Deutschland, mit einem einfacheren und dadurch billigeren Klappcover.
EMI veröffentlichte mit der CD das italienische Originalcover, auf dem die Liedtexte jedoch ohne Lupe kaum lesbar sind.